# Edmond Marin la Meslée
Edmond Marin la Meslée (5 de fevereiro de 1912 – 4 de fevereiro de 1945) foi um militar francês, piloto de caça na Segunda Guerra Mundial. Ele está classificado como o 5º maior ás da aviação francês da Segunda Guerra Mundial, com 16 vitórias aéreas.